# Suecia en los Juegos Olímpicos de Nagano 1998
Suecia estuvo representada en los Juegos Olímpicos de Nagano 1998 por un total de 99 deportistas que compitieron en 10 deportes.  
El portador de la bandera en la ceremonia de apertura fue el esquiador de fondo Torgny Mogren.

## Medallistas
El equipo olímpico sueco obtuvo las siguientes medallas:
| Nombre                                                                                 | Deporte        | Competición |
| -------------------------------------------------------------------------------------- | -------------- | ----------- |
| Oro                                                                                    |                |             |
| —                                                                                      |                |             |
| Plata                                                                                  |                |             |
| Pernilla Wiberg                                                                        | Esquí alpino   | Descenso F  |
| Niklas Jonsson                                                                         | Esquí de fondo | 50 km M     |
| Bronce                                                                                 |                |             |
| Elisabet Gustafson Margaretha Lindahl Louise Marmont Katarina Nyberg Elisabeth Persson | Curling        | Equipo F    |